# Cincuenta sombras de Grey (película)
Cincuenta sombras de Grey —en inglés: Fifty Shades of Grey— es una película de drama romántico y erótico de 2015 dirigida por Sam Taylor-Johnson y basada en un guion de Kelly Marcel. Producida por Focus Features, Michael De Luca Productions y Trigger Street Productions, y distribuida por Universal Pictures, está inspirada en la novela homónima de 2011 escrita por E. L. James. Es la primera entrega de la trilogía cinematográfica Cincuenta sombras. Protagonizada por Dakota Johnson, Jamie Dornan, Jennifer Ehle y Marcia Gay Harden, la historia sigue a Anastasia «Ana» Steele (Johnson), una joven recién graduada de la universidad que inicia una relación sadomasoquista con el joven magnate empresarial Christian Grey (Dornan).
El desarrollo de la película comenzó en marzo de 2012, cuando Universal y Focus Features adquirieron los derechos de la trilogía tras una guerra de ofertas. Luego de contratar a Marcel para escribir el guion, varios directores, incluyendo a Joe Wright, Patty Jenkins, Bill Condon, Bennett Miller y Steven Soderbergh, estuvieron vinculados al proyecto. Finalmente, Taylor-Johnson fue confirmada como directora en junio de 2013. Ella citó como inspiraciones para la película Nueve semanas y media (1986), El último tango en París (1972) y La vida de Adèle (2013). El elenco principal se unió al proyecto entre octubre y diciembre de 2013. El rodaje principal comenzó en diciembre de 2013 y concluyó en febrero de 2014. Algunas escenas entre Dornan y Johnson fueron regrabadas en Vancouver durante la semana de octubre de 2014. Danny Elfman fue contratado para componer la banda sonora de la película.
Cincuenta sombras de Grey se estrenó en el 65.ª edición del Festival Internacional de Cine de Berlín el 11 de febrero de 2015 y fue lanzada en formato IMAX el 13 de febrero por Universal Pictures. A pesar de recibir críticas generalmente negativas, fue un éxito inmediato en taquilla, rompiendo numerosos récords y recaudando 569,7 millones de dólares a nivel mundial frente a un presupuesto de 40 millones. El álbum de la banda sonora también tuvo éxito: «Love Me like You Do», de la cantante inglesa Ellie Goulding, fue nominada al Globo de Oro a la «Mejor canción original», mientras que «Earned It», del cantante canadiense The Weeknd, fue nominada al Premio de la Academia a la «Mejor canción original» en los 88.ª edición de los Premios Óscar.
La película fue la más premiada en la 36.ª edición de los Premios Golden Raspberry, ganando cinco de las seis nominaciones, incluyendo «Peor película» (empatada con Los 4 Fantásticos) y ambos papeles principales. Cincuenta sombras de Grey fue seguida por dos secuelas: Cincuenta sombras más oscuras y Cincuenta sombras liberadas, estrenadas en 2017 y 2018, respectivamente, que recibieron críticas similares pero lograron éxito comercial.

## Reparto
- Dakota Johnson como Anastasia Rose «Ana» Steele.[6]
- Jamie Dornan como Christian Trevelyan Grey.[7]
- Eloise Mumford como Katherine Agnes «Kate» Kavanagh, la mejor amiga de Anastasia.[8]
- Luke Grimes como Elliot Grey, el hermano adoptivo de Christian.[9]
- Rita Ora como Mia Grey, la hermana adoptiva de Christian.[10]
- Victor Rasuk como José Luis Rodríguez, Jr., el mejor amigo de Anastasia.[11]
- Jennifer Ehle como Carla May Wilks Adams, la madre de Anastasia.[12]
- Marcia Gay Harden como Dra. Grace Trevelyan Grey, la madre adoptiva de Christian.[13]
- Andrew Airlie como Carrick Grey, el padre adoptivo de Christian.
- Max Martini como Jason Taylor, el chofer y guardaespaldas de Christian.[14]
- Callum Keith Rennie como Ray Steele, el padre adoptivo de Anastasia.[15]
- Anthony Konechny como Paul Clayton.
- Dylan Neal como Bob Adams, cuarto esposo de Carla y padrastro de Ana.[16]

## Producción

### Desarrollo
A principios de 2012, varios estudios de Hollywood mostraron un gran interés en obtener los derechos cinematográficos de la trilogía de novelas Cincuenta sombras, éxito de ventas del The New York Times. Warner Bros., Sony, Paramount, Universal y la compañía de producción de Mark Wahlberg presentaron ofertas por los derechos de las películas. Universal Pictures y Focus Features aseguraron los derechos de la trilogía en marzo de 2012. La autora E. L. James buscó mantener cierto control durante el proceso creativo de la película. James eligió a los productores de The Social Network, Michael De Luca y Dana Brunetti, para encargarse de la producción.
Aunque el escritor de American Psycho, Bret Easton Ellis, expresó públicamente su deseo de escribir el guion de Cincuenta sombras de Grey, Kelly Marcel, guionista de Saving Mr. Banks, fue contratada para el trabajo. Patrick Marber fue incluido por Taylor-Johnson para perfeccionar el guion, específicamente en aspectos relacionados con el desarrollo de los personajes. Universal también contrató a Mark Bomback como consultor de guion. Mark Bridges se desempeñó como diseñador de vestuario. Se estimó que el presupuesto de la película rondaba los 40 millones de dólares.

### Dirección

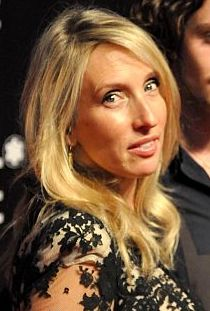
La directora Sam Taylor-Johnson declaró que le resultó difícil trabajar con la autora de la novela, E. L. James.

Para el 9 de mayo de 2013, el estudio estaba considerando a Joe Wright como director, pero esto resultó inviable debido a su agenda. Otros directores que también se consideraron fueron Patty Jenkins, Bill Condon, Bennett Miller y Steven Soderbergh. En junio de 2013, E. L. James anunció que Sam Taylor-Johnson dirigiría la adaptación cinematográfica. Taylor-Johnson recibió más de dos millones de dólares por su trabajo como directora. Taylor-Johnson citó como inspiraciones para la película las películas Nueve semanas y media, El último tango en París y La vida de Adèle. En una entrevista en junio de 2017, Taylor-Johnson mencionó las dificultades de trabajar con la autora E. L. James, lo que la llevó a abandonar la serie. Comentó: «Nunca podría decir que lo lamento porque eso acabaría conmigo. ¿Con el beneficio de la retrospectiva lo haría de nuevo? Por supuesto que no. Sería una locura».

### Elenco
Bret Easton Ellis afirmó que Robert Pattinson había sido la primera elección de E. L. James para interpretar a Christian Grey, pero James consideró que sería «extraño» elegir a Pattinson y a su compañera de Crepúsculo, Kristen Stewart, para la película. Ian Somerhalder y Chace Crawford expresaron interés en el papel de Christian. Somerhalder admitió más tarde que, de haber sido considerado, el proceso de filmación habría entrado en conflicto con su agenda para la serie The Vampire Diaries de The CW. El 2 de septiembre de 2013, James reveló que Charlie Hunnam y Dakota Johnson habían sido seleccionados para interpretar a Christian Grey y Anastasia Steele, respectivamente. La lista corta de otras actrices consideradas para el papel de Anastasia incluyó a Alicia Vikander, Imogen Poots, Elizabeth Olsen, Shailene Woodley y Felicity Jones. Keeley Hazell realizó una audición para un papel no especificado, al igual que Lucy Hale. Emilia Clarke también recibió una oferta para el papel de Anastasia, pero la rechazó debido a los desnudos requeridos. Taylor-Johnson proporcionó a cada actriz que audicionó para el papel de Anastasia cuatro páginas de un monólogo de la película Persona de Ingmar Bergman.
El estudio originalmente quería a Ryan Gosling para el papel de Christian, pero él no estaba interesado. También se consideró a Garrett Hedlund, pero no logró conectar con el personaje. Stephen Amell comentó que no habría querido interpretar a Grey porque «en realidad no lo encontré tan interesante... nada en Christian Grey realmente me habló». Hunnam inicialmente rechazó el papel, pero luego lo reconsideró tras una reunión con los ejecutivos del estudio. Durante el proceso de audición, Hunnam expresó: «Me sentí intrigado y emocionado, así que leí el primer libro para entender mejor quién era este personaje, y me sentí aún más emocionado con la idea de darle vida. Tanto Taylor-Johnson como yo sugerimos hacer una lectura con Dakota, quien era su favorita, y tan pronto como comenzamos a leer juntos, supe que definitivamente quería hacerlo. Había una química tangible entre nosotros. Se sentía emocionante, divertido, extraño y cautivador». En respuesta a las reacciones negativas de los fanáticos ante el casting, el productor Dana Brunetti comentó: «Hay muchos factores en el casting, no solo la apariencia. Talento, disponibilidad, su deseo de hacerlo, química con el otro actor, etc. Así que, si tu favorito no fue elegido, probablemente se deba a algo en esa lista. Tenlo en cuenta mientras criticas y mantén la perspectiva».
En octubre de 2013, la actriz Jennifer Ehle estaba en conversaciones para el papel de Carla, la madre de Anastasia. El 12 de octubre de 2013, Universal Pictures anunció que Hunnam había abandonado el proyecto debido a conflictos con su agenda para la serie Sons of Anarchy. Alexander Skarsgård, Jamie Dornan, Christian Cooke, Theo James, François Arnaud, Scott Eastwood, Luke Bracey y Billy Magnussen encabezaban la lista de posibles reemplazos para el papel de Christian Grey. Finalmente, el 23 de octubre de 2013, Dornan fue elegido como Christian Grey. El 31 de octubre de 2013, Victor Rasuk fue seleccionado para interpretar a José Rodriguez Jr. El 22 de noviembre de 2013, Eloise Mumford fue elegida como Kate Kavanagh. El 2 de diciembre de 2013, la cantante Rita Ora fue elegida como Mia, la hermana menor de Christian. Ora originalmente quería participar en la banda sonora. El 3 de diciembre de 2013, Marcia Gay Harden fue elegida como Grace, la madre de Christian.

### Filmación

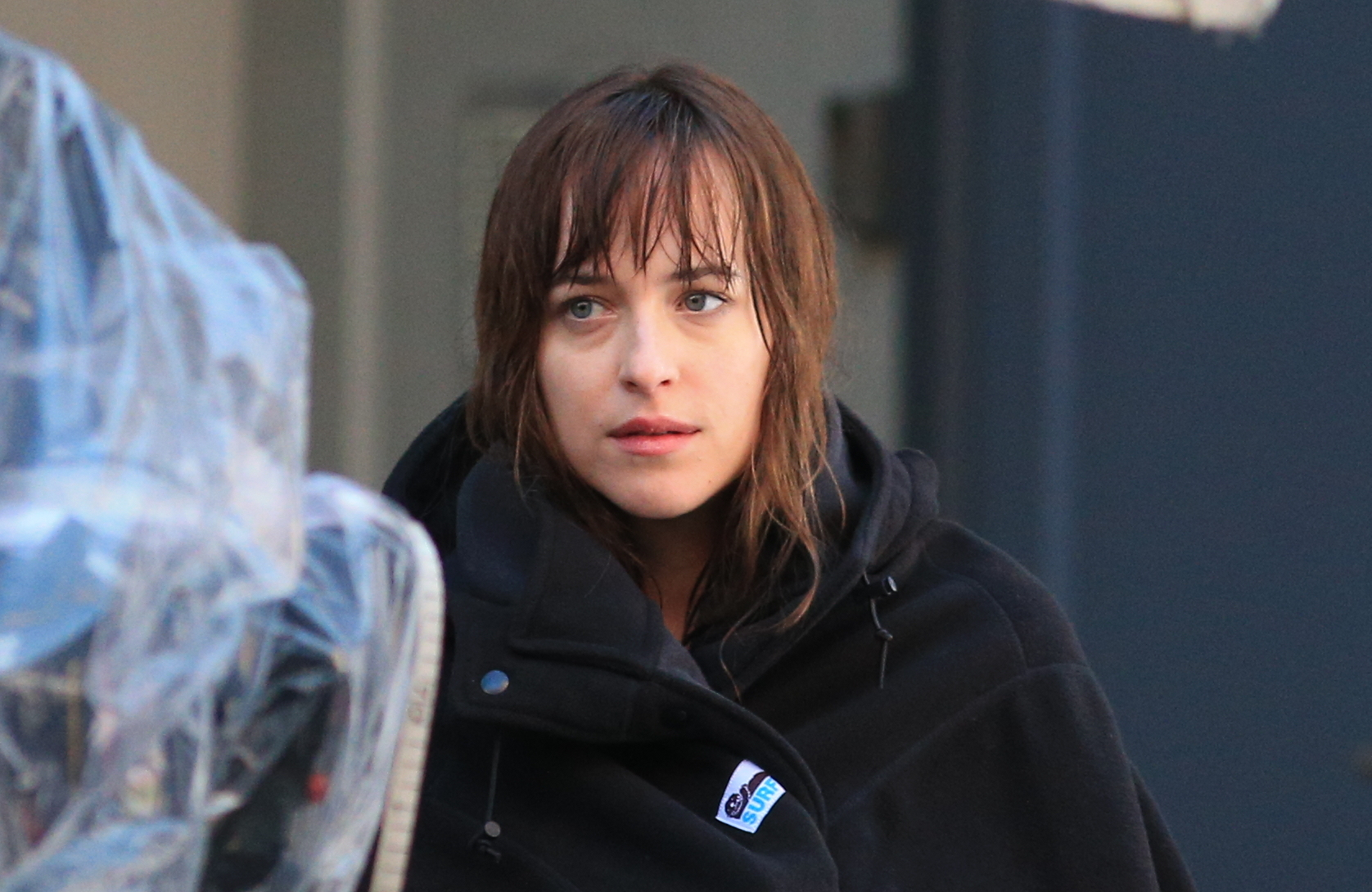
Dakota Johnson en los sets de Cincuenta sombras de Grey en Vancouver, Columbia Británica, en enero de 2014.

En septiembre de 2013, se programó el inicio del rodaje para el 5 de noviembre en Vancouver, Columbia Británica. Al mes siguiente, el productor Michael De Luca anunció que el rodaje comenzaría el 13 de noviembre de 2013. Sin embargo, la fotografía principal se retrasó nuevamente y finalmente comenzó el 1 de diciembre de 2013. Varias escenas fueron filmadas en el distrito de Gastown, en Vancouver. Bentall 5 fue utilizado como el edificio de Grey Enterprises. La Universidad de Columbia Británica sirvió como locación para representar a la Universidad Estatal de Washington en Vancouver, donde Ana se gradúa. El Fairmont Hotel Vancouver se utilizó como el Heathman Hotel. La película también se filmó en los North Shore Studios. La producción concluyó oficialmente el 21 de febrero de 2014. Durante la semana del 13 de octubre de 2014, se realizaron regrabaciones de escenas entre Dornan y Johnson en Vancouver.
La película se rodó bajo el título provisional The Adventures of Max and Banks. El guionista no acreditado Mark Bomback comentó que «nunca había trabajado en un proyecto con tanto secreto a su alrededor... El set estaba completamente cerrado». Este fue el último proyecto en el que trabajó la prolífica editora ganadora del Premio de la Academia Anne V. Coates antes de su fallecimiento en 2018. En un final alternativo, tanto Ana como Christian experimentan recuerdos. Christian corre bajo la lluvia mientras Ana llora en su apartamento. Christian encuentra un regalo que Ana le dio con una nota que dice: «Esto me recordó un momento feliz. —Ana».

### Banda sonora
La banda sonora de la película se lanzó el 10 de febrero de 2015. «Earned It», interpretada por el cantante canadiense The Weeknd, fue lanzada como el primer sencillo el 24 de diciembre de 2014. El segundo sencillo, «Love Me like You Do», de la cantante inglesa Ellie Goulding, se lanzó el 7 de enero de 2015. Ambos sencillos alcanzaron el top tres en la lista Billboard Hot 100. El sencillo promocional, «Salted Wound», de la cantante australiana Sia, se estrenó el 27 de enero de 2015. Hasta mayo de 2018, la banda sonora había vendido 516 000 copias en los Estados Unidos.

## Lanzamiento

### Teatral
En febrero de 2013, el presidente de Universal, Adam Fogelson, declaró que la película «podría estar lista para estrenarse... tan pronto como el próximo verano». Inicialmente, el estudio anunció su lanzamiento para el 1 de agosto de 2014. Sin embargo, en noviembre de 2013, se pospuso al 13 de febrero de 2015, justo a tiempo para el Día de San Valentín. Cincuenta sombras de Grey se proyectó por primera vez en el 65.ª Festival Internacional de Cine de Berlín el 11 de febrero de 2015. La película se estrenó en 75 pantallas IMAX en Estados Unidos el 13 de febrero de 2015.

## Mercadotecnia

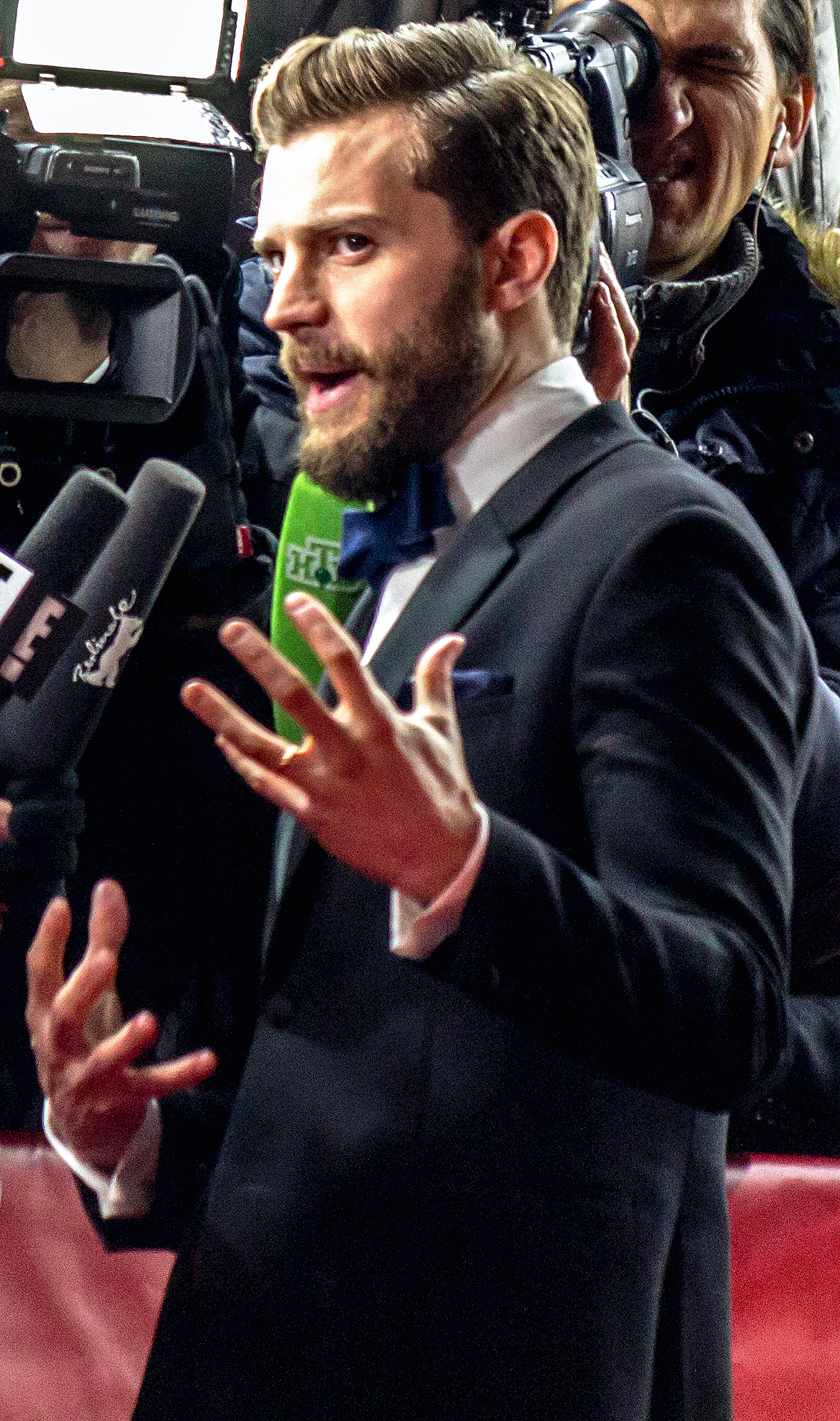
Jamie Dornan en el estreno mundial de Cincuenta sombras de Grey, Berlinale 2015.

El 25 de enero de 2014, más de un año antes del estreno, Universal mostró carteles con la frase «El señor Grey lo recibirá ahora» en cinco ubicaciones de Estados Unidos.
El 9 de julio de 2014, la autora del libro, E. L. James, anunció en Twitter que el tráiler de la película se lanzaría el 24 de julio de 2014. Cinco días antes del estreno del tráiler, Beyoncé presentó un adelanto del mismo en su cuenta de Instagram. Ese mismo día, Dornan y Johnson aparecieron en The Today Show para presentar una parte del tráiler adecuada para la televisión matutina; el tráiler completo, que incluía escenas más atrevidas, se lanzó más tarde en internet, 200 días antes de su estreno en cines. Este tráiler incluyó una nueva versión de «Crazy in Love» de Beyoncé, arreglada y producida por su colaborador habitual Boots. En la semana posterior a su estreno, el tráiler fue visto 36,4 millones de veces, convirtiéndose en el más visto en YouTube en 2014 hasta ser superado en octubre por el tráiler de Avengers: Age of Ultron. Sin embargo, a mediados de diciembre, el tráiler alcanzó 93 millones de visualizaciones, volviendo a ser el más visto del año. En su primera semana, acumuló más de 100 millones de visualizaciones en diferentes plataformas y sitios web, convirtiéndose en el tráiler más exitoso de la historia en ese momento. Para febrero de 2015, había sido visto más de 193 millones de veces en YouTube y, a finales de ese mismo mes, el material relacionado con Cincuenta sombras de Grey acumuló más de 329 millones de visualizaciones, incluyendo 113 millones solo para su tráiler oficial. Un segundo tráiler fue lanzado el 13 de noviembre de 2014, mientras que un tercero se emitió durante el Super Bowl XLIX, el 1 de febrero de 2015.
La película fue promocionada con una campaña publicitaria que preguntaba al público si estaban «curiosos». Nick Carpou, presidente de distribución doméstica de Universal, explicó: «Nuestra campaña dio permiso a la gente para ver la película». Añadió: «El Día de San Valentín es un evento importante para las parejas, y el largo fin de semana del Día de los Presidentes creó una tormenta perfecta para nosotros. Esta fecha nos posicionó para aprovechar al máximo el ángulo romántico, que fue el eje central de nuestra campaña de marketing».

### Clasificación y censura
Hubo especulaciones iniciales sobre la posibilidad de que la película recibiera una clasificación NC-17 en Estados Unidos. Los estudios suelen evitar esta clasificación destinada solo para adultos debido al impacto que tiene en la viabilidad comercial de una película, ya que algunas cadenas de cines se niegan a proyectar películas con esta calificación. Aunque la guionista Marcel afirmó que esperaba que la película fuera calificada como NC-17, el productor De Luca anticipaba una clasificación R, menos restrictiva. Finalmente, el 5 de enero de 2015, la Motion Picture Association otorgó a la película una clasificación R, justificando su decisión por el «fuerte contenido sexual, incluyendo diálogos, comportamientos inusuales, desnudos gráficos y lenguaje explícito».
El 30 de enero, en Australia, la película recibió una clasificación MA15+ de la ACB por sus «escenas sexuales fuertes, temas sexuales y desnudez». El 2 de febrero de 2015, la Agencia Británica de Clasificación de Películas del Reino Unido clasificó la película como apta para mayores de 18 años debido a su «contenido sexual explícito». En Canadá, las provincias de Ontario, Manitoba, Alberta y Columbia Británica otorgaron una clasificación 18A, citando «escenas ocasionalmente perturbadoras y desnudos parciales o completos en breves situaciones sexuales». En Quebec, la Régie du cinéma la calificó para mayores de 16 años debido a su contenido erótico. En Francia, la película recibió una clasificación para mayores de 12 años. En Líbano, fue calificada como NC-21, mientras que en Argentina, la Comisión Asesora de Exhibición Cinematográfica del INCAA la clasificó como SAM16/R.
El grupo de vigilancia contra la pornografía Morality in Media criticó la clasificación R de la película, argumentando que «minimiza gravemente los temas violentos de la película y no informa adecuadamente a los padres y espectadores sobre su contenido» y acusando a la MPAA de fomentar la violencia sexual al no otorgarle una clasificación NC-17. La película estaba programada para estrenarse el 12 de febrero de 2015 en Malasia, pero la Junta de Censura de Cine de Malasia (LPF) negó su certificación debido a su contenido «antinatural» y «sádico». El presidente de la LPF, Abdul Halim Abdul Hamid, declaró que Cincuenta sombras era «más pornografía que película». También fue prohibida en Indonesia, Kenia, el Cáucaso del Norte de Rusia, los Emiratos Árabes Unidos, Papúa Nueva Guinea, Camboya e India. En Nigeria, la película se proyectó durante una semana antes de ser retirada de los cines por la Junta Nacional de Censura de Cine y Video (NFVCB). Los estudios decidieron no buscar un estreno en cines en China.
Las escenas sexuales fueron censuradas tras protestas de diversos grupos religiosos en Filipinas, donde se exhibió de forma limitada con una clasificación R-18 por parte de la MTRCB. Una versión similarmente editada se proyectó en Zimbabue. En Vietnam, se eliminaron aproximadamente 20 minutos de la película, dejando fuera todas las escenas sexuales. La escena en la que Ana es azotada con un cinturón fue eliminada por completo.